# Sandnes Ulf 2019
Questa voce raccoglie le informazioni riguardanti il Sandnes Ulf nelle competizioni ufficiali della stagione 2019.

## Stagione
Il Sandnes Ulf ha chiuso la stagione al 9º posto finale, mentre l'avventura nel Norgesmesterskapet 2019 è terminata al terzo turno, con l'eliminazione subita per mano del Viking.
I calciatori più utilizzati in stagione sono stati Kent Håvard Eriksen, Ingvald Halgunset e Axel Kryger, tutti a quota 32 presenze tra campionato e coppa. Eriksen è stato anche il miglior marcatore stagionale, a quota 17 reti tra tutte le competizioni.

## Rosa
| N. |                      | Ruolo | Calciatore            |
| -- | -------------------- | ----- | --------------------- |
| 1  | Finlandia (bandiera) | P     | Saku-Pekka Sahlgren   |
| 3  | Fær Øer (bandiera)   | C     | Ári Jónsson           |
| 4  | Norvegia (bandiera)  | D     | Axel Kryger           |
| 5  | Norvegia (bandiera)  | D     | Daniel Edvardsen      |
| 6  | Norvegia (bandiera)  | C     | Christian Landu Landu |
| 7  | Spagna (bandiera)    | C     | Simón Colina          |
| 8  | Finlandia (bandiera) | C     | Johannes Laaksonen    |
| 9  | Nigeria (bandiera)   | A     | Kachi                 |
| 10 | Danimarca (bandiera) | A     | Sanel Kapidžić        |
| 11 | Nigeria (bandiera)   | A     | Maxwell Effiom        |
| 12 | Norvegia (bandiera)  | P     | Sander Lønning        |
| 14 | Norvegia (bandiera)  | D     | Akinsola Akinyemi     |
| 15 | Norvegia (bandiera)  | C     | Vegard Erlien         |
| 16 | Finlandia (bandiera) | D     | Tapio Heikkilä        |
| 17 | Norvegia (bandiera)  | C     | Ingvald Halgunset     |

| N. |                                 | Ruolo | Calciatore                 |
| -- | ------------------------------- | ----- | -------------------------- |
| 18 | Norvegia (bandiera)             | D     | Bjørnar Holmvik            |
| 19 | Norvegia (bandiera)             | C     | Kaloyan Kostadinov         |
| 20 | Norvegia (bandiera)             | C     | Adrian Berntsen            |
| 21 | Norvegia (bandiera)             | D     | Herman Kleppa              |
| 22 | Bosnia ed Erzegovina (bandiera) | D     | Jasmin Bogdanović          |
| 23 | Norvegia (bandiera)             | P     | Pål Vestly Heigre          |
| 25 | Norvegia (bandiera)             | C     | Henrik Sæther Stokka       |
| 27 | Norvegia (bandiera)             | D     | Christer Reppesgård Hansen |
| 30 | Norvegia (bandiera)             | A     | Kent Håvard Eriksen        |
| 32 | Danimarca (bandiera)            | D     | Claes Kronberg             |
| 33 | Norvegia (bandiera)             | C     | Chris André Formo          |
| 34 | Norvegia (bandiera)             | D     | Jøran Osland               |
| 36 | Norvegia (bandiera)             | P     | Markus Vassøy Nilsen       |
| 37 | Norvegia (bandiera)             | A     | Matteo Vallotto            |

## Calciomercato

### Sessione invernale(dal 09/01 al 01/04)
| Arrivi | Arrivi                | Arrivi       | Arrivi     |
| R.     | Nome                  | da           | Modalità   |
| ------ | --------------------- | ------------ | ---------- |
| P      | Pål Vestly Heigre     | Strømsgodset | definitivo |
| C      | Adrian Berntsen       | Brodd        | definitivo |
| C      | Ingvald Halgunset     |              | svincolato |
| C      | Johannes Laaksonen    |              | svincolato |
| C      | Christian Landu Landu |              | svincolato |

| Partenze | Partenze          | Partenze | Partenze   |
| R.       | Nome              | a        | Modalità   |
| -------- | ----------------- | -------- | ---------- |
| P        | Nicklas Frenderup |          | svincolato |
| P        | Deniss Korneiciks | Egersund | definitivo |
| P        | Egil Selvik       | Odd      | definitivo |
| D        | Kristian Brix     |          | svincolato |
| C        | Vegard Aasen      |          | svincolato |
| C        | Erixon Danso      |          | svincolato |
| C        | Andreas Dybevik   |          | svincolato |
| C        | Remi Johansen     |          | svincolato |
| C        | Vidar Nisja       |          | ritiro     |
| C        | Niels Vorthoren   |          | svincolato |
| A        | Roger Ekeland     |          | svincolato |

### Tra le due sessioni
| Arrivi | Arrivi         | Arrivi | Arrivi     |
| R.     | Nome           | da     | Modalità   |
| ------ | -------------- | ------ | ---------- |
| D      | Claes Kronberg |        | svincolato |

| Partenze | Partenze | Partenze | Partenze |
| R.       | Nome     | a        | Modalità |
| -------- | -------- | -------- | -------- |

### Sessione estiva(dal 01/08 al 31/08)
| Arrivi | Arrivi                     | Arrivi     | Arrivi     |
| R.     | Nome                       | da         | Modalità   |
| ------ | -------------------------- | ---------- | ---------- |
| D      | Christer Reppesgård Hansen | Sandefjord | definitivo |
| A      | Maxwell Effiom             | Enyimba    | definitivo |

| Partenze | Partenze      | Partenze | Partenze   |
| R.       | Nome          | a        | Modalità   |
| -------- | ------------- | -------- | ---------- |
| D        | Herman Kleppa | Egersund | prestito   |
| C        | Vegard Erlien | Ranheim  | definitivo |

## Risultati

### 1. divisjon

#### Girone di andata
| Arbitro: | Tennøy |

|           |           |            |
| Ndour 79’ | Marcatori | 2’ Eriksen |

| Sandnes 7 aprile 2019, ore 18:00 2ª giornata | Sandnes Ulf | 0 – 0 referto | Nest-Sotra | Øster Hus Arena (1.275 spett.)\| Arbitro: \| Medic \| |
| Arbitro:                                     | Medic       |               |            |                                                       |

| Arbitro: | Hansen Grøtta |

|  |           |            |
|  | Marcatori | 2’ Eriksen |

| Arbitro: | Bodding |

|                       |           |  |
| Kachi 61’ Eriksen 67’ | Marcatori |  |

| Arbitro: | Lien |

|                       |           |                                |
| Eriksen 60’ Kachi 81’ | Marcatori | 17’, 90’ Mawa 36’ Olden Larsen |

| Arbitro: | Medic |

|                                        |           |                                    |
| Skogvang Pedersen 7’ Bolkan Nordli 69’ | Marcatori | 11’ Colina 29’ Erlien 73’ Heikkilä |

| Arbitro: | Moen |

|                       |           |                                         |
| Kachi 43’ Eriksen 81’ | Marcatori | 3’ Kurtović 6’, 75’ Engblom 86’ Storbæk |

| Arbitro: | Bodding |

|                        |           |                                                             |
| Maigaard 16’ Fandi 89’ | Marcatori | 49’ Heikkilä 57’ Erlien 61’ Kachi 85’ Akinyemi 90’ Berntsen |

| Oslo 26 maggio 2019, ore 18:00 9ª giornata | Skeid | 0 – 0 referto | Sandnes Ulf | Intility Arena (347 spett.)\| Arbitro: \| Aslam \| |
| Arbitro:                                   | Aslam |               |             |                                                    |

| Arbitro: | Hansen Grøtta |

|              |           |                       |
| Heikkilä 90’ | Marcatori | 61’ (rig.), 84’ Güven |

| Grimstad 16 giugno 2019, ore 18:00 11ª giornata | Jerv    | 0 – 0 referto | Sandnes Ulf | J.J. Ugland Stadion - Levermyr (1.456 spett.)\| Arbitro: \| Bodding \| |
| Arbitro:                                        | Bodding |               |             |                                                                        |

| Arbitro: | Røvig Sletner |

|                           |           |                        |
| Kachi 45’, 82’ Erlien 59’ | Marcatori | 54’, 64’ Nilsen Tangen |

| Arbitro: | Hauge (Bergen) |

|                                       |           |             |
| Friðjónsson 9’ Guèye 64’ Hatlehol 69’ | Marcatori | 75’ Eriksen |

| Arbitro: | Koløy |

|                         |           |  |
| Kapidžić 2’ Eriksen 35’ | Marcatori |  |

| Arbitro: | Aslam |

|  |           |                                                       |
|  | Marcatori | 1’, 47’ (rig.) Kapidžić 51’ (aut.) Ledger 87’ Eriksen |

#### Girone di ritorno
| Arbitro: | Tennøy |

|  |           |                                   |
|  | Marcatori | 31’ Lønstad Onsrud 38’ Midtskogen |

| Arbitro: | Moen |

|                                   |           |  |
| Hammer 27’ Rasch 45’ Y. Moula 54’ | Marcatori |  |

| Sandnes 18 agosto 2019, ore 18:00 18ª giornata                                         | Sandnes Ulf | 2 – 3 referto              | Jerv | Øster Hus Arena (1.271 spett.) |
| \| \| \| \| \| Eriksen 14’ Halgunset 90’ \| Marcatori \| 16’, 46’ Dang 90’ Håbestad \| |             |                            |      |                                |
|                                                                                        |             |                            |      |                                |
| Eriksen 14’ Halgunset 90’                                                              | Marcatori   | 16’, 46’ Dang 90’ Håbestad |      |                                |

| Arbitro: | Lien |

|                     |           |           |
| Scriven 5’ Torp 15’ | Marcatori | 72’ Kachi |

| Arbitro: | Bodding |

|           |           |                       |
| Kachi 53’ | Marcatori | 14’ Fet 73’ Agdestein |

| Arbitro: | Røvig Sletner |

|                                 |           |              |
| Tito 37’ Engblom 39’ Vallés 65’ | Marcatori | 80’ Akinyemi |

| Arbitro: | Moen |

|             |           |  |
| Holmvik 78’ | Marcatori |  |

| Arbitro: | Hansen Grøtta |

|             |           |                                         |
| Løvland 60’ | Marcatori | 5’ Halgunset 63’, 67’ Eriksen 85’ Kachi |

| Arbitro: | Følstad Skarsem |

|                                        |           |            |
| Eriksen 29’ Halgunset 58’ Berntsen 63’ | Marcatori | 66’ Bizoza |

| Arbitro: | Tennøy |

|                        |           |                         |
| Ramsland 50’, 59’, 90’ | Marcatori | 43’, 90’ (rig.) Eriksen |

| Arbitro: | Bodding |

|  |           |          |
|  | Marcatori | 51’ Ogbu |

| Arbitro: | Røvig Sletner |

|                               |           |  |
| Svendsen 50’ Mehnert 69’, 90’ | Marcatori |  |

| Arbitro: | Hansen Grøtta |

|                                       |           |                      |
| Kronberg 2’ Eriksen 18’ Halgunset 63’ | Marcatori | 5’ Buduson 49’ Yusef |

| Arbitro: | Hansen Grøtta |

|              |           |                |
| Marklund 36’ | Marcatori | 4’ Landu Landu |

| Sandnes 9 novembre 2019, ore 16:30 30ª giornata | Sandnes Ulf | 0 – 3 referto | Strømmen | Øster Hus Arena\| Arbitro: \| Sinnes \| |
| Arbitro:                                        | Sinnes      |               |          |                                         |

### Norgesmesterskapet
| Arbitro: | Birkeland |

|  |           |                  |
|  | Marcatori | 71’, 87’ Eriksen |

| Arbitro: | Kellerhals |

|  |           |                           |
|  | Marcatori | 114’ Holmvik 116’ Eriksen |

| Arbitro: | Steen (Bergen) |

|                     |           |                           |
| Kapidžić 90’ (rig.) | Marcatori | 46’ Høiland 58’ Ibrahimaj |

## Statistiche

### Statistiche di squadra
| Competizione       | Punti | In casa | In casa | In casa | In casa | In casa | In casa | In trasferta | In trasferta | In trasferta | In trasferta | In trasferta | In trasferta | Totale | Totale | Totale | Totale | Totale | Totale | DR |
| Competizione       | Punti | G       | V       | N       | P       | Gf      | Gs      | G            | V            | N            | P            | Gf           | Gs           | G      | V      | N      | P      | Gf     | Gs     | DR |
| ------------------ | ----- | ------- | ------- | ------- | ------- | ------- | ------- | ------------ | ------------ | ------------ | ------------ | ------------ | ------------ | ------ | ------ | ------ | ------ | ------ | ------ | -- |
| 1. divisjon        | 38    | 15      | 6       | 1       | 8       | 22      | 25      | 15           | 5            | 4            | 6            | 24           | 24           | 30     | 11     | 5      | 14     | 46     | 49     | -3 |
| Norgesmesterskapet | -     | 1       | 0       | 0       | 1       | 1       | 2       | 2            | 2            | 0            | 0            | 4            | 0            | 3      | 2      | 0      | 1      | 5      | 2      | +3 |
| Totale             | -     | 16      | 6       | 1       | 9       | 23      | 27      | 17           | 7            | 4            | 6            | 28           | 24           | 33     | 13     | 5      | 15     | 51     | 51     | 0  |

### Andamento in campionato
| Giornata  | 1 | 2  | 3 | 4 | 5  | 6 | 7 | 8 | 9 | 10 | 11 | 12 | 13 | 14 | 15 | 16 | 17 | 18 | 19 | 20 | 21 | 22 | 23 | 24 | 25 | 26 | 27 | 28 | 29 | 30 |
| --------- | - | -- | - | - | -- | - | - | - | - | -- | -- | -- | -- | -- | -- | -- | -- | -- | -- | -- | -- | -- | -- | -- | -- | -- | -- | -- | -- | -- |
| Luogo     | T | C  | T | C | C  | T | C | T | T | C  | T  | C  | T  | C  | T  | C  | T  | C  | T  | C  | T  | C  | T  | C  | T  | C  | T  | C  | T  | C  |
| Risultato | N | N  | N | V | P  | V | P | V | N | P  | N  | V  | P  | V  | V  | P  | P  | P  | P  | P  | P  | V  | V  | V  | P  | P  | P  | V  | V  | P  |
| Posizione | 7 | 10 | 9 | 6 | 10 | 7 | 9 | 7 | 8 | 9  | 9  | 9  | 8  | 9  | 7  | 8  | 8  | 8  | 10 | 11 | 11 | 10 | 9  | 9  | 10 | 12 | 12 | 10 | 8  | 9  |

Fonte:  OBOS-ligaen 2019, su altomfotball.no, Altomfotball.
Legenda:

Luogo: C = Casa; T = Trasferta. Risultato: V = Vittoria; N = Pareggio; P = Sconfitta.

### Statistiche dei giocatori
| Giocatore            | 1. divisjon | 1. divisjon | 1. divisjon | 1. divisjon | Norgesmesterskapet | Norgesmesterskapet | Norgesmesterskapet | Norgesmesterskapet | Coppe europee | Coppe europee | Coppe europee | Coppe europee | Altre coppe | Altre coppe | Altre coppe | Altre coppe | Totale   | Totale | Totale      | Totale     |
| Giocatore            | Presenze    | Reti        | Ammonizioni | Espulsioni  | Presenze           | Reti               | Ammonizioni        | Espulsioni         | Presenze      | Reti          | Ammonizioni   | Espulsioni    | Presenze    | Reti        | Ammonizioni | Espulsioni  | Presenze | Reti   | Ammonizioni | Espulsioni |
| -------------------- | ----------- | ----------- | ----------- | ----------- | ------------------ | ------------------ | ------------------ | ------------------ | ------------- | ------------- | ------------- | ------------- | ----------- | ----------- | ----------- | ----------- | -------- | ------ | ----------- | ---------- |
| A. Akinyemi          | 22          | 2           | 4           | 0           | 2                  | 0                  | 1                  | 0                  |               |               |               |               |             |             |             |             | 24       | 2      | 5           | 0          |
| A. Berntsen          | 18          | 2           | 1           | 0           | 3                  | 0                  | 0                  | 0                  |               |               |               |               |             |             |             |             | 21       | 2      | 1           | 0          |
| J. Bogdanović        | 20          | 0           | 2           | 0           | 2                  | 0                  | 0                  | 0                  |               |               |               |               |             |             |             |             | 22       | 0      | 2           | 0          |
| S. Colina            | 25          | 1           | 2           | 0           | 3                  | 0                  | 0                  | 0                  |               |               |               |               |             |             |             |             | 28       | 1      | 2           | 0          |
| D. Edvardsen         | 18          | 0           | 2           | 0           | 2                  | 0                  | 0                  | 0                  |               |               |               |               |             |             |             |             | 20       | 0      | 2           | 0          |
| M. Effiom            | 3           | 0           | 0           | 0           | -                  | -                  | -                  | -                  |               |               |               |               |             |             |             |             | 3        | 0      | 0           | 0          |
| K. Eriksen           | 29          | 14          | 5           | 0           | 3                  | 3                  | 0                  | 0                  |               |               |               |               |             |             |             |             | 32       | 17     | 5           | 0          |
| V. Erlien            | 17          | 3           | 0           | 0           | 2                  | 0                  | 0                  | 0                  |               |               |               |               |             |             |             |             | 19       | 3      | 0           | 0          |
| C. Formo             | 1           | 0           | 0           | 0           | 0                  | 0                  | 0                  | 0                  |               |               |               |               |             |             |             |             | 1        | 0      | 0           | 0          |
| I. Halgunset         | 29          | 4           | 3           | 0           | 3                  | 0                  | 0                  | 0                  |               |               |               |               |             |             |             |             | 32       | 4      | 3           | 0          |
| T. Heikkilä          | 20          | 3           | 1           | 0           | 3                  | 0                  | 1                  | 0                  |               |               |               |               |             |             |             |             | 23       | 3      | 2           | 0          |
| B. Holmvik           | 21          | 1           | 4           | 1           | 2                  | 1                  | 0                  | 0                  |               |               |               |               |             |             |             |             | 23       | 2      | 4           | 1          |
| Á. Jónsson           | 12          | 0           | 0           | 0           | 0                  | 0                  | 0                  | 0                  |               |               |               |               |             |             |             |             | 12       | 0      | 0           | 0          |
| Kachi                | 27          | 10          | 2           | 0           | 3                  | 0                  | 1                  | 0                  |               |               |               |               |             |             |             |             | 30       | 10     | 3           | 0          |
| S. Kapidžić          | 10          | 3           | 3           | 0           | 2                  | 1                  | 0                  | 0                  |               |               |               |               |             |             |             |             | 12       | 4      | 3           | 0          |
| H. Kleppa            | 5           | 0           | 0           | 0           | 1                  | 0                  | 0                  | 0                  |               |               |               |               |             |             |             |             | 6        | 0      | 0           | 0          |
| K. Kostadinov        | 5           | 0           | 0           | 0           | 1                  | 0                  | 0                  | 0                  |               |               |               |               |             |             |             |             | 6        | 0      | 0           | 0          |
| C. Kronberg          | 12          | 1           | 1           | 0           | 1                  | 0                  | 0                  | 0                  |               |               |               |               |             |             |             |             | 13       | 1      | 1           | 0          |
| A. Kryger            | 29          | 0           | 3           | 0           | 3                  | 0                  | 1                  | 0                  |               |               |               |               |             |             |             |             | 32       | 0      | 4           | 0          |
| J. Laaksonen         | 14          | 0           | 3           | 1           | 2                  | 0                  | 0                  | 0                  |               |               |               |               |             |             |             |             | 16       | 0      | 3           | 1          |
| C. Landu Landu       | 24          | 1           | 4           | 0           | 1                  | 0                  | 1                  | 0                  |               |               |               |               |             |             |             |             | 25       | 1      | 5           | 0          |
| S. Lønning           | 0           | 0           | 0           | 0           | 0                  | 0                  | 0                  | 0                  |               |               |               |               |             |             |             |             | 0        | 0      | 0           | 0          |
| J. Osland            | 0           | 0           | 0           | 0           | 0                  | 0                  | 0                  | 0                  |               |               |               |               |             |             |             |             | 0        | 0      | 0           | 0          |
| C. Reppesgård Hansen | 6           | 0           | 2           | 0           | -                  | -                  | -                  | -                  |               |               |               |               |             |             |             |             | 6        | 0      | 2           | 0          |
| H. Sæther Stokka     | 0           | 0           | 0           | 0           | 0                  | 0                  | 0                  | 0                  |               |               |               |               |             |             |             |             | 0        | 0      | 0           | 0          |
| S. Sahlgren          | 18          | -26         | 0           | 0           | 3                  | -2                 | 0                  | 0                  |               |               |               |               |             |             |             |             | 21       | -28    | 0           | 0          |
| M. Vallotto          | 7           | 0           | 0           | 0           | 1                  | 0                  | 0                  | 0                  |               |               |               |               |             |             |             |             | 8        | 0      | 0           | 0          |
| M. Vassøy Nilsen     | 4           | -8          | 0           | 0           | 0                  | 0                  | 0                  | 0                  |               |               |               |               |             |             |             |             | 4        | -8     | 0           | 0          |
| P. Vestly Heigre     | 9           | -12         | 0           | 0           | 0                  | 0                  | 0                  | 0                  |               |               |               |               |             |             |             |             | 9        | -12    | 0           | 0          |